# Elevação de Scripps

A Elevação de Scripps é uma elevação áspera que é amplamente coberta de gelo, sobrepujando a península entre Casey e as Geleiras Lurabee na costa leste da Terra de Palmer, na Antártida Ocidental.
Profundamente marcada pelas geleiras, a elevação termina a leste no Cabo Walcott. Foi descoberta pelo Sir Hubert Wilkins em seu voo pioneiro em 20 de dezembro de 1928. Pensando ser a característica uma grande ilha situada entre dois grandes canais transversos que cortam completamente a Península Antártica, nomeou a Ilha Scripps com o nome de William Scripps de Detroit, no Michigan. A correlação de fotografias aéreas tiradas por Lincoln Ellsworth em 1935 e os relatórios preliminares das descobertas da Expedição Britânica da Terra de Graham (BGLE) sob o comando de Rymill, 1934–37, conduziram W.L.G. Joerg a interpretar esta como sendo uma península. Em relatórios publicados, membros da BGLE coincidiram com esta interpretação que também foi conduzida pelos resultados de voos subsequentes e uma viagem de trenó da Base Leste pelos membros do United States Antarctic Service (Serviço Antártico dos Estados Unidos) (USAS) em 1940.
 Este artigo incorpora material em domínio público  de United States Geological Survey   , documento "Elevação de Scripps" (conteúdo do Geographic Names Information System).